# Altleiningen
Altleiningen là một xã thuộc huyện Bad Dürkheim, trong bang Rheinland-Pfalz, phía tây nước Đức. Xã Altleiningen có diện tích 11,47 km², dân số thời điểm ngày 31 tháng 12 năm 2006 là 1912 người.